# Малоазийски българи
 Тази статия е за  само за българите в северозападна Мала Азия.  За всички други българи общо в Анатолия вижте българите в Анатолия.  
Малоазийските българи, малоазианците или още известни като анатолийски българи са българска етнографска група, която се е сформирала най-вече в резултат от преселението на българи в периода между XVI и XIX в. в Северозападна Мала Азия в района между градовете Чанаккале и Бурса и които по-късно, през 1914 г., изцяло се изселват в България.

## Географско местоположение
През XIX век българската общност в Мала Азия (Анадола) живее в един от най-труднодостъпните райони на областта, встрани от главни пътища, в някогашните санджаци в Османската империя Балъкесир и Калие султание (Чанаккале). В района има около тридесетина български села, повечето запазени до 1914 г. Те влизат в административните граници на каазите Баля, Бандърма, Гьонен, в днешния вилает Балъкесир и каази Лапсеки и Боашехир (Бига), в днешния вилает Чанаккале.
Жителите на тези села пазят българското си национално съзнание, бит, език, православна християнска вяра, традиционна българска народна словесна култура и фолклор.
Села от района на Балъкесир
Коджабунар, Мандър, Аладжабаир, Гьобел, Киллик, Кубаш, Ново село (Йеникьой), Сьоют, Ташкеси, Тьойбелен, Хаджипаункьой, Читак, Симавла, Юрен.
Села от района на Чанаккале
Урумче, Чаталтепе, Байрамич, Маната, Ново село (Чифлик), Чалтък, Стенгелкьой.
Села от района на Бурса
Памукчук, Карабунар, Булгарлар.
Села от района на Коджаели
Къздервент

## Произход
Информацията за времето на преселването и за българските области и селища, от които са дошли, са противоречиви. Единодушие съществува за причините, поради които тези българи са напуснали родните си места и са дошли в Мала Азия - религиозни преследвания, насилия от страна на местните османски власти, от кърджалии, даалии и други разбойници и грабители, търсене на по-спокоен живот и сигурност, търсене на работа и по-добър поминък.

### Преселение
За времето на преселването и основаването на българските села в Северозападен Анадол се сочат XVI, XVII и XVIII век, първата и втората половина на XIX век, до Освобождението на България.
Според Петко Славейков българите в селата на Балъкесирския санджак са се заселили в края на XVIII век, според професор Милетич - през втората половина на XVIII век. Константин Иречек също сочи края на XVIII век. Чиновникът при българската легация в Цариград Злати Чолаков, който през 1914 г. посещава българските села, за да организира изселването им в България, казва, че жителите на селата в Балъкесирски санджак са дошли преди 200-300 години, а тези в санджак Калие султание (Чанаккале), преди 100 години. Най-сигурни са сведенията за заселването на българските села в околиите Лапсеки и Бига, което е станало към 1850 г. и през 1873 г. Това са най-новите български села в Мала Азия. Между техните първи заселници имало деца, които са се завърнали в България през 1914 г. вече като възрастни хора.
Тодор Доросиев, български учител в Коджа бунар, най-голямото село в района на Балъкесир, записва разговорите си с един от най-уважаваните лица на селото дядо Петко Шишмана, починал през 1879 г. на 125 години. Старецът споделил, че е роден в Коджа бунар, и че и родителите и дядо му са родени в това село, а прадядо му дошъл от Българско на десетгодишна възраст заедно с баща си, майка си, братята и сестрите си. „Що ти трябва друго, казва дядото, виж то има и внуци и правнуци. Родило е цели пет села. От него са се отделили наши хора и са заселили селата Йеникьой (Ново село), Сьоют, Кубаш, Киллик, Тьойбелен, Аладжа баир.“
Ако се съпоставят различните предания и информация, ще се види, че преселването е станало главно на две големи групи: в началото на XVIII век в селата на Балъкесирски санджак и в средата на XIX век в селата на санджак Чанаккале.

### Корени в България
Според съществуващите сведения повечето от българските села в района на Балъкесир са създадени едновременно с или от преселване от двете най-големи български села в района: Коджа бунар и Мандър, затова значително внимание в историята на малоазианци заема историята на тези две села.
За коджабунарци се знае, че са преселници главно от ивайловградските села Деве дере (Камилски дол), Хухла и Юбрююрен (Горноселци). Жителите на Мандър се заселват почти едновременно с тези на Коджа бунар. Основателите му са българи-преселници от Чирпанско, Старозагорско, Елховско. Някои определят и селата в България, от които са дошли първите заселници: Нова махала, Медово и Винарово, Чирпанско и Ружица, Елховско.
За по-късните преселници в Мала Азия се знае, че са главно от Юбрююрен (Горноселци), Ивайловградско, но има сведения, че има преселници от други села в Източните Родопи, село Широка лъка, Ахъчелебийско, а жителите на Стенгелкьой се заселват в Мала Азия от Костурско.

## Първи сведения за анадолските българи
Първото българско село, за което има писмени сведения е Къздервент (в превод на български Момин проход) в района на Измит. Информацията за него датират още от началото на XIX век, но голямата българска общност, намираща се далече на запад от Къздервент остава непозната до 60-те години на XIX век. Съществуването на тридесетина български села в този край на Мала Азия било малко или почти неизвестно на сънородниците им в България, а и на мнозина от българската колония в Цариград.

## Завръщане в родината
Първи се завърнали в прародината си група семейства от село Гьобел. Те са последвани от семейства от селата Хаджи Паункьой, Байрамич, Мандър, Чалтик. Според професор Милетич първата група от Гьобел, завърнала се в България се състояла от 40 семейства. Това станало по време на временното руско управление, установено по силата на Берлинския договор от юли 1878 г. Едни от тях се настаняват в селата Акчелар (Алеково) и Александрово, Свищовско. следващата група от село Байрамич се заселва в село Козлуджа (Суворово), Варненско. По това време в село Араплар (Генерал Колево), Провадийско, се заселват жители на село Хаджи Паункьой.
Следващото изселване към България е от 1884 г. от отделни семейства от Гьобел и Мандър. Те се заселват в селата Стан, Доброплодно и Арковна, Провадийско, Янково и Сечище, Новопазарско, Черково, Карнобатско.
Към края на 1913 г. в българската легация и генералното консулство в Цариград започват да пристигат пратеници от българските села в Мала Азия с настоятелни молби час по-скоро да бъде уредено изселването им в България, тъй като оставането в Турция било опасно. Пратеници на селата посещават и България, за да уговарят размяна на имотите с турци или с цели турски села, които желаят да се изселят в Турция. Те уващавали турците, ако решат да се изселват, да не разменят имотите си, а да ги продават, като им обещавали безплатно земи и къщи в Мала Азия. След многобройни молби от българските села и дълго проучване и организиране на кампанията по изселването, всичко било готово. През март 1914 година започва самата кампания, първите малоазийски българи потеглят от пристанище Бандърма за Дедеагач с парахода „Борис“ на 20 март, с него пътуват 932 души от селата Тьойбелен, Ташкеси и Аладжа баир. На 9 април отново от пристанище Бандърма потегля втората група за България, на 17 април е третата. С четвъртата група потеглила от пристанище Бандърма се изселва най-голямото българско село в региона Коджа бунар, с парахода „България“ пътува представителят на българското правителство и ръководещ изселването Злати Чолаков. Той слиза в Чанаккале, за да организира изселването и на жителите на българските села в околиите Лапсеки и Боашехир (Бига). Кампанията по изселването продължава 3 месеца, през което време подготвящите се за път биват многократно ограбвани и заплашвани със смърт от бродещи в района разбойнически групи. На 11 юни 1914 г. на парахода „България“ се качва последната, десета група от изселници. Така в българските села в Мала Азия не остава нито един българин.

## Етнография

### Поминък
Земеделието и скотовъдството били основният поминък на малоазианци. Произвеждани били всички видиве зърнени храни и замеделски култури познати от България: пчинца (пшеница), ръж, ичюмень (ечемик), рапка (царевица), патати (картофи), леща, фасул, църен боб (бакла), бял лук (чесън), сугань (лук), лахана (зеле), лахуть (нахут), тютюн, кетень (лен) и други. Всяко семейство имало лозе, някой се занимавали с бубарство и пчеларство, във всяко село имало много овошки сред тях и характерни за региона като маслини.
Особено застъпено било скотовъството, много семейства притежавали големи стада овце и по-малко едър добитък.
В селата на Боашехир имало много въглищари, преселили се в региона и покрай отличните възможности да упражняват занаята си, пак в тези села се намирали и доста добри дюлгери (зидари).

### Бит
Повечето от българските къщи в региона били еднокатни с по две и три стаи и сайвант, а при двукатните първият етаж се използвал за дам (обор). Самите къщи били обикновено паянтови – кирпичени или изградени с плетени пръти, замазани с глина и покрити с ръженина.
Одаите се измазвали с вар или бяла пръст, на пода се застилал хасър (рогозка), спяло се направо на пода върху кечета или черги. Покъщнината също била в унисон със скромните възможности на повечето български семейства и включвала калайдисани бакърени съдове, керамични паници, стомни.

### Особености на говора
Отдалечени от големите български общности, малоазианци са лишени от достъп до съвременна българска книжнина и печат, липсват контактите с други българи, а това води до запазване на народния говор на дедите си. Така в началото на XX век малоазийските българи говорят на един от най-старите български говори и с това привличат вниманието на научната общност, интересуваща се от етноложко-езиковото развитие на българския език през вековете.
Заобиколени от множество гръцки и турски села, българите са принудени да се адаптират и да усвоят езиците на мнозинството. По спомени на по-възрастните потомци на малоазианци почти всички млади и стари преселници от Анадола си служели говоримо с гръцки и турски език, макар много от тях да са неграмотни. Немалка част от тези, които умеят да пишат и четат на български, са самоуки. Това са причините, поради които новите думи, навлизащи в малоазианския български език, са предимно с турски и гръцки произход. Българските училища в селата, в които ги има, съществуват от 1873 г. до 1906 г.
Професор Стефан Младенов определя езика на малоазийските българи като един от южнотракийските и източнородопските говори. Известният наш етнограф Васил Кънчов го определя като „съвсем чисто тракийско наречие“, а проф. Л. Милетич казва: "Те говорят в главни черти оня клон на рупския диалект, който сега преобладава южно от Марица, по цяло Хасковско". В диалектно отношение самобитен остров е село Стенгелкьой, околия Лапсеки, чиито жители са потомци на заселници от Костурско в Югозападна България.
Подобно на източните говори и в малоазийския е разпространено произнасянето на старобългарската гласна е двойно,Ѣ като Я, омекотяването на някои съгласни – „Н“, „Л“, „Р“, „Т“ и други старинни говорни особености.
Примери за:
- Изговаряне на е-двойно са: бяше, излязе, двя, двяста, нвяста, вятер, чувяк, недяля, вряме, ряка, вяйка, гняздо. Но в някои случаи ѣ се изговяря като „а“: цало, цали.

- Омекотено се изговарят съгласните в думи като: конь, тютюнь, огънь, соль, дюльбень (забрадка), шельмень (охлюв), день, копань, орань, кетень (лен), дармонь, лялька (картунка), Влидень (Великден), алать (олио), мъльчи, зеть, пъть, бать и др.

- Особени показателни местоимения: соя (този), ноя (онзи), тяя (тази), няя (онези), сва (това).

- Особени притежателни местоимения: хи (и), хми (им).

- Ударение върху първата гласна в някои думи: жена, мома, дяте, ръка, нога, ода (вода), ряка, глава, ухо, око и др.

- Замяна на ч с ц: цървен, църноок, църница, цървя (червеи) и др.

- Умалителни: очиньки, ушиньки, дичиньки, мънинка, кунинка (колко малко), мисонци (месенце, месце) и др.

- Използва се звателен падеж в отговор на питане: Кък та викат? – Мене ма викат Стану(Иване, Димитре).

В говора на малоазийските българи могат да бъдат открити редица редки и слабо използвани думи в други български говори. Сходни характеристики на езика могат да бъдат открити само в Хасковско и Южна Тракия. Част от думите имат турски и/или гръцки произход.
Особени думи,
- съществителни имена: кулизма (икона), драмела (джанка), пушигъз (шипка), кочур (кочина за прасе), рапка (царевица), ропа (дупка в земята), бял лук (чесън), посарич (дрисльо), лахана (зеле)(от гр.λάχανο или тр.lahna), пиршюня (перушина), търкалета (колела), шушка (прашинка), хута (престилка).
- глаголи: бъхте (бие), бендисвам (харесвам) (от турски beğenmek – харесвам, одобрявам), сайдисвам (уважавам) (от турски saygı – уважение), калесвам (поканвам), докундисвам (обиждам) (от турски dokunmak засягам, закачам), обидвам (навестявам), куртулисвам (успокоявам се).
- прилагателни: паратька (свободна), надупен (по очи).
- наречия: мърва (малко), пъсно (мръсно, за дехи), меч-меч (пълзешком), възнак (по гръб).

В изречение:
- Рюкни сяя дичинки да дойдат тува. Викни тези дечица да дойдат тук.
- Калотишка калмана Стана, ката день паратька. Блазя и на кумата Стана всеки ден е свободна.
- Ку имаше мърва брашно и алать, щяхме да сторим ленгиди. Ако имаше малко брашно и олио щяхме да направим мекици.